# Innu
Els innu són un grup de tribus índies algonquines, el nom del qual procedeix de ne-enoilno "poble perfecte", conegudes habitualment com a montagnais (del francès "muntanyenc") o naskapi (que prové de nanenot "veritables homes"). També eren anomenats Sheshatapooshoish per les altres tribus iroqueses. Es dividien en 18 tribus segons Sebeok: astouregamigouch, attikirimouetch, betsiamite, kakouchaki, miskouacha, chisedic, escoumins, espamichkon, mauthaepi, naskapi, mouchaouaouastiiriock, tadousac, otaguottouemiin, oumamiwek, nekoubaniste, weperigweia, oukesestigouack i papinachois. Segons Armitage, estaven dividits en 24 bandes, 20 a Quebec i 4 a Labrador. Les de Quebec són Tadoussac, Escoumins, Lake St John, Barren Ground, Ungava, Musquaro, Nichikun, Kaniapiskau, Petsikapau, Mistassini, Mingan, Naskapi, Shelter Bay, Betsiamite, Ste Margueritte, Moisie i Nastashquan, i els de Labrador, Michikamau, Davis Inlet, Northwest River i St Augustin.

## Territoris innu
Ocupaven la zona forestal del golf de Saint Laurent, un territori de vora un milió de quilòmetres quadrats, i anomenen el seu país Nitesinan, i la seva llengua Innu-aimun. Els montagnais de Quebec ocupen els vilatges de Pakrashipi, La Romaine, Natashquan, Mingan, Mallotenam, Uashat, Betsiamites i Les Escoumins, a la costa del Saint Laurent, i els de Matimekosh, al Nord, i Mashteulatsh, vora Chicoutimi; els de Labrador ocupen els de Davis Inlet, Schefferville i Seshatshit. Els attikamek ocupen les comunitats de Manouanc, Obedjiwan i Weynomache. I els naskapi el campament Kawawachikomach, a l'extrem nord del Labrador.

## Demografia
Es creu que cap al 1800 potser eren uns 4.000. Segons Sebeok, el 1858 hi havia 2.500 montagnais-naskapi a Quebec. Es creu que el 1924 hi havia 4.684 montagnais-naskapi, i que el 1962 eren uns 5.000 indis. Cap al 1980 eren uns 9.000 montagnais, dels quals uns 7.000 encara parlaven la llengua nadiua, i 765 naskapi, dels quals 400 parlaven la llengua. El 1992 hi havia a Quebec 12.952 montagnais, 4.461 attikamek (també anomenats tête de boule cree) i 529 naskapi, i endemés uns 500 més a Davis Inlet i 1.000 a Goose Bay (Labrador).
Segons el cens canadenc del 2000, a Quebec hi havia 15.170 innu, repartits entre les reserves de Betsiamites (3.319 h), Essipit (390 h), La Romaine (972 h), Mashteuiatsh (4.691 h), Matimekosh–Lac-John (813 h), Mingan (487 h), Natashquan (896 h), Pakuashipi (274 h) i Uashat-Maliotenam (3.238 h), i 836 naskapi a la de Kawawachikamach, així com 5.726 attikameks a les de Manawan (2.095 h), Obedijwan (2.209 h) i Wemotaci (1.422 h). A Labrador hi ha 3.936 innu repartits a les reserves de Miawpukek (2.392 h), Mushuau (607 h) i Sheshatsiu (937 h). En total, 19.942 montagnais-naskapi i 5.726 attikamek.

## Costums
Viuen en wigwams d'escorça o de pell de caribú, com la majoria dels algonquins de la zona, i es dedicaven a caçar daines i pescar salmons, anguiles i foques.
Es vestien amb mantons, calçons, polaines i mocasins, com llurs veïns micmac i iroquesos. Eren coneguts pel seu característic calçat de neu, anomenat babiche pels francesos, de base circular o ovalada i feta de fusta enganxada a una xarxa de cuiro sense curtir i guranides amb borles o llana de colors. Els naskapi, endemés, feien servir vestits pintats amb "greques" complicades, fetes amb instruments d'os i fusta de color groc i vermell, amb dibuixos geomètrics i doble corba. Des del segle xix, però, adoptaren les eines de ferro, les trampes i l'aiguardent.
Fabricaven canoes de fusta a l'estiu, el mitjà de transport que més usaven, i trineus i raquetes amb gossos a l'hivern, com els esquimals, dels quals els adoptaren.
No gaudien d'una veritable organització tribal, sinó que es dividien en nombroses bandes amb organització bilateral familiar i sense clans, dirigides de manera rotativa pel millor caçador o wotshimao, que es repartien els territoris de cacera, que eren grans i llunyanament definits, i canviant segons la pujada o la caiguda dels cabdills. Sovint es traslladaven a la costa per tal de comerciar amb les missions. Des de mitjans del segle XX es dediquen a la cacera o al turisme. Els xamans o kamanitushit es posaven malalts, tremolaven i rebien missatges de l'esperit del Caribú, i també celebraven la cerimònia Kushapatshikan que consistia a moure la tenda.

## Mitologia i creences religioses
Creien en Manitu, ésser suprem comú a tots els algonkins, així com en infinitat de forces de la natura i esperits animals, tant de bons com de dolents. Alguns dels esperits són: Mistapeu (gegant benevolent, a qui es refereixen respectuosament com a "avi"), Matshishkapeu (literalment, "l'home pet", és alhora un esperit poderós i un motiu freqüent de bromes), Tshiuetinush (esperit de l'oratge, del vent del nord), Meminiteu (mena de monstre caníbal de proporcions humanes), Atshen (gegants que havien estat humans però es van convertir en caníbals sense llavis i amb pèl al cor després de menjar carn humana), Katshimetshshuat (éssers de la foscor i la boira, que tiren pedres a les tendes i roben objectes, i antigament robaven també dones), entre d'altres.
Ho aprofiten tot del caribú i celebren un gran banquet ritual o mokoshan que afirma la cohesió del grup i la preeminència del wotshimao de l'estació. El territori de cacera estava protegit per diversos tabús.
Dividien els animals en cinc categories: de quatre potes, aus aquàtiques, ocells, peixos i insectes. Cada regne animal (o tipentamuna) està comandat per un esperit animal o senyor dels animals que rebia els noms de utshimao (cap) o aueshish-utshimao (mestre d'animals) o katipenitak (controlador). Els seus noms són:
- Missinaku — senyor de les espècies aquàtiques, que inclouen: peixos, llúdrigues, rates mesqueres, foques, gripaus, granotes, aus aquàtiques migratòries, etc.
- Mashku — senyor de l'os, la marmota, la mofeta, etc.
- Uhuapeu — senyor del porc espí, de la llebre, el gall fer, el corb, etc.
- Memekueshishkueu — una guineu femella que és senyor de la guineu, de l'oreneta, del visó, del llop, del golut, de l'esquirol, de la mostela, del linx, etc.
- Papakashtshihku — senyor dels caribús;
- Kakuapeu — senyor dels porcs espins;
- Uapishtan-napeu — senyor de les orenetes;
- Nisk-napeu — senyor de les oques;
- Atshikash-napeu — senyor dels visons;
- Uhuapeu — senyor dels mussols;
- Uapineu-napeu — senyor de les perdius;
- Mashkuapeu — senyor dels ossos;
- Amishkuapeu — senyor dels castors.

Molts dels animals s'agrupen en una de les quatre classes controlades per un sol senyor dels animals que són:
- Missinaku — senyor de les espècies aquàtiques, que inclouen: peixos, llúdrigues, rates mesqueres, foques, gripaus, granotes, aus aquàtiques migratòries, etc.
- Mashku — senyor de l'os, la marmota, la mofeta, etc.
- Uhuapeu — senyor del porc espí, de la llebre, el gall fer, el corb, etc.
- Memekueshishkueu — una guineu femella que és senyor de la guineu, de l'oreneta, del visó, del llop, del golut, de l'esquirol, de la mostela, del linx, etc.

També creien en els puamina (somnis) i en l'endevinació per la matinikashauew (escapulomància, endevinació a través d'escàpules d'animals al foc), i tenien tipatshamuna (esdeveniments històrics) i atanukana (mites).
Segons les seves creences, el ritual de sacsejar la tenda o Kushapatshikan, consistia en una tenda petita on el xaman introduïa el cap i la sacsejava, la qual cosa li permetia comunicar-se amb els esperits dels senyors dels animals o amb innus que es trobaven lluny.
El mite de la creació del seu món comença amb la guerra que es va originar en un altre món, la terra de Mishtapeuat (Tshishtashkamuk). Segons aquest mite, Kuekuatsheu, el golut (un mustèlid carnívor), va construir un gran vaixell i, com a l'Arca de Noè, hi va posar animals de totes les espècies. Hi va haver una gran pluja i la terra es va inundar. Kuekuatsheu va dir al visó que se submergís a l'aigua per agafar fang i roques, que va barrejar per fer una illa. Aquesta illa és el món dels Innu, on vivim actualment juntament amb tots els animals. Kuekuatsheu va trobar un pont de terra cap a aquesta illa, on no hi havia res abans que hi arribés.

## Història
Es creu que van arribar a l'actual territori innu pels voltants del 12000 aC, i en el 5300 aC van desenvolupar la Cultura del Marítim Arcaic, que fou continuada per la Cultura de Point Reventge entre el 1100 aC i el 300. Pels voltants del 1003 sembla que contactaren violentament amb Thorvald Ericsson, germà de Leif Ericsson, qui els anomenà skraelingars.
Pel 1543 el bretó Jacques Cartier contactà amb ells a l'estret de Belle Isle (Gaspé) i potser entre el 1545 i el 1585 van conviure amb baleners bascs. El 1570 van patir els primers atacs dels mohawks. Eren enemics acèrrims tant de la Confederació iroquesa com dels inuits .
El 1608 foren visitats per primer cop pels francesos Samuel de Champlain i François du Pont Gravé, al Nord del Saint Laurent, a l'actual Tadoussac, al riu Saguenay, i els anomena montagnais per la zona muntanyenca; el 1609 els donaren fusells per defensar-se dels mohawk, i des d'aleshores es mantingueren sota influència francesa.
El 1643 foren anomenats Ounachkopiouek "Poble del lloc on en es veuen les ombres", nom d'un d'aquests, i des del 1733 seran anomenats també naskapi. Des del 1620 se'ls intentà d'ensenyar francès, i el 1625 els enviaren missioners per tal de cristianitzar-los i fer-ne bons comerciants, raó per la qual el 1629 ajudarien al britànic David Kirk en atacar la vila de Quebec. Però alhora, el 1629 els mohawk destruïren els establiments montagnais a l'actual Trois Rivières, i patiren epidèmies de verola el 1632 i el 1639 que gairebé exterminaren els que vivien als voltants de la vila de Quebec.
El 1652 els iroquesos atacaren Sillery i mataren al missioner Jacques Buteux, tot obligant-los a marxar de Tadoussac. Novament els atacaren el 1657 als marges del riu Saguenay, delmant els grups Ouakwiechiwek, Outabitibek i Kepatawanejach, que foren reduïts a bandes; així el 1661 els iroquesos arrasaren Tadoussac i el 1663 uns 380 innu s'aixoplugaren a la vila de Quebec.
El 1674 els francesos van construir el post comercial de Sept Isles al seu territori. En la guerra del 1754-1763 van ajudar-los contra els anglesos, i el 1767 els missioners francesos van compondre en la seva llengua Nehiro-Iriniuv Aiamihe (Llibre de pregàries per als homes de les nacions). Des del 1763 van formar part del Canadà Anglès.
Fins al 1842, però, no començaren a sentir l'impacte del govern canadenc, quan s'obrí Saguenay–Lac-Saint-Jean a la colonització blanca. El 1844 s'hi establirien 1.500 quebequesos, que passarien a 5.000 el 1851. Això provocaria el 1848 la primera reclamació de 106 innu, qmb suport dels missioners oblats, signada per Tumas Mesituapamuskan, Jusep Kakanukes i Pasil Tnishienapen contra el govern central, a causa de l'arrabassament de terres i territoris de cacera. Per la Victoria Act del 1851 van rebre una reserva de 230.000 acres, que foren augmentats en 16.000 més el 1853 al riu Peribonca i 4.000 més a Lake St John.
Així, el 1856 s'obriria la primera reserva oficial innu a Point Blave. Tanmateix, el 1857 es dictà per tal de civilitzar-los l'Act for the gradual Civilisation of Indian Tribes of Canada, alhora que el 1861 es creà la reserva dels Betsiamites, amb 200 famílies sota tutela dels oblats, però entre el 1863 i el 1911 van patir 10 epidèmies.
El 1868 s'aprovà el nou Estatut del Canadà, que juntament amb la davallada de la Companyia de la Badia de Hudson i la verola matà el 10% dels habitants de la reserva. Foren dividits entre Quebec i el Labrador i regits pel Canada Govern Indian Act del 1876. El 1889 el govern federal va permetre la desforestació dels boscos de fusta, de manera que el 1895 es calculava que els havien delmat la meitat dels boscos. Endemés, entre el 1896 i el 1900 el govern canadenc va prohibir de caçar els castors amb trampes, però el 1900 una allau de caçadors envairen les terres de Labrador, cosa que provocaren que els caps innu presentessin queixes a la Companyia de la Badia de Hudson el 1909.
El 1948 el grup de Davis Inlet fou dut a Nutak amb els inuit per tal d'aprofitar la pesca a llurs terres, però poc després els deixaren tornar. El 1949, per altra banda, Terranova (i Labrador) passaren a formar part del Canadà, qui els reconegué les reserves de Davis Inlet el 1957 i de Shesheshit el 1973, mercè els oficis del cap Daniel Ashini, on hi persistiren malgrat alguns intents d'erradicació. Durant els anys 1950-60 van rebre ajut oficial per tal de treure'ls de la misèria en què els havia posat el col·lapse cultural i l'alcoholisme. I entre el 1960-70 van tenir problemes per la cacera furtiva de caribús (cinc innu foren multats amb 500 $).
Fins al 1967 es mantingueren com a caçadors de caribú, al que veneraven com un déu. Ja aleshores George Henricksen advertí del perill de la introducció de l'alcohol, alhora que els missioners, com l'oblat suís Frank Peters, desacreditaven als xamans i wotshimao i introduïen les armes de foc.
El 1978 el govern canadenc arribà a un acord sobre reclamació de terres amb els kawanachikawach, però és difícil perquè les altres tribus no han signat acords amb el govern. El 1975 fou creat el Council Attikamek-Montagnais que agrupava 12 comunitats, i que elaboren un programa de defensa dels drets indis. Més tard, la Naskapi-Montagnais Innu Association es fundà a Shesheshit, i el 1976 envià un document a Frank Moores, governador de Terranova, on fan reclamacions de terres.
El 1988 protestaren pels avions de reacció que feien vols rasants a Goose Bay (Labrador), on hi ha un índex d'alcoholisme del 95%. El 1989 es graduà Mathieu André, primer mestre en llengua innu i es produeix una certa revitalització de la cultura autòctona, sobretot amb els músics Florent Vollant i Claude MacKenzie (que formen el grup Kashtin) i Jean Ives Fontaine.
L'octubre del 1986 també es creà l'Attikamek-Montagnais Educational and Cultural Institute, que patrocinarà una setmana cultural al Quebec. Alhora, l'octubre del 1988 el Council Attikamek-Montagnais participà en la Cimera Econòmica de la Costa del Nord com a portaveu dels innu.
El 1992 Peter Penashue fou nomenat cap de la Nació Innu, i Christien Rich, cap dels innu de Davis Inlet.